# You Say Party
You Say Party, anciennement You Say Party! We Say Die!, est un groupe de dance-punk canadien originaire de Abbotsford (Colombie-Britannique). Formé de quatre membres, il est actuellement basé à Vancouver. La formation musicale, à majorité vocale féminine, sort un premier album studio du nom de Hit the Floor ! en septembre 2005 après une première réalisation en 2004. Le groupe achève sa seconde tournée musicale au Canada, participe au festival de South by Southwest aux États-Unis, avant d'entamer une tournée européenne passant par le Royaume-Uni et l'Allemagne en 2006. Le 18 avril 2010, le batteur Devon Clifford s'écroule en plein concert à Vancouver à la suite d'un accident vasculaire cérébral, il décède quelques heures plus tard.

## Biographie

### Débuts (2003–2004)
You Say Party! We Say Die! est formé en novembre 2003, sous l'impulsion de Stephen O'Shea and Krista Loewen. Les membres du groupe faisaient à l'origine partie d'un groupe de cyclistes du nom de « The Smoking Spokes ». Le groupe fait sa première apparition scénique en avril 2004, dans une église, en première partie du concert de Fun 100, et acquiert rapidement un succès important de par leur énergie scénique et « leur volonté de jouer en tout lieu et à tout moment », écrira le journal musical canadien Exclaim. La même année, ils auto-produiront leur premier 45 tours du nom de Danskwad.

### Hit the FlooretLose All Time(2005–2007)

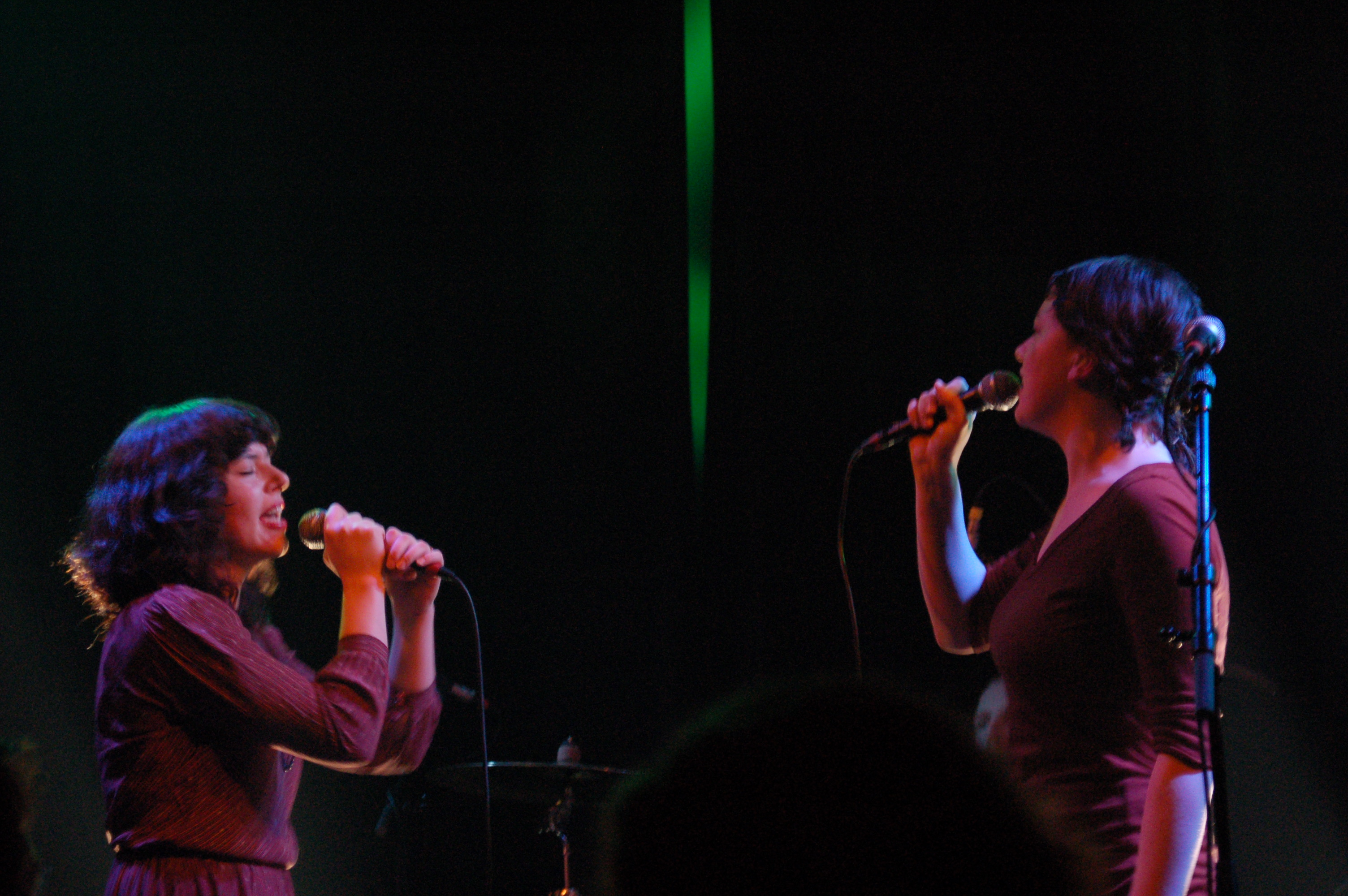
You Say Party! We Say Die! en 2006.

En 2005, le groupe commence à se médiatiser pendant sa tournée au Canada ouvrant notamment pour des groupes comme The Blood Brothers et Pretty Girls Make Graves. Ils publient leur premier album studio, intitulé Hit the Floor!, en septembre, bien accueilli par la presse spécialisée et jouent à Pop Montréal. En 2006, le label Reluctant Recordings édite Hit the Floor en format vinyle, et You Say Party tourne au Canada pour la deuxième fois. Le groupe participe au SXSW et est interviewé par MuchMusic. You Say Party tourne au Royaume-Uni et en Allemagne en mai et juin 2006, puis en Europe avant de publier le single pour The Gap au label Cheesedream, et un pour You Did It! au label Sink and Stove. En octobre 2006, You Say Party se dirige vers une tournée américaine ; mais des problèmes de passeports les empêchent d'y jouer. Stephen O'Shea étant banni des États-Unis pendant cinq ans, le groupe n'y jouera pas avant 2011 avec O'Shea.
En janvier 2007, après des mois de rumeurs, You Say Party signe un album avec le label torontois Paper Bag Records. Le label a signé des groupes comme Uncut et Tokyo Police Club. Ils publient leur nouvel album, Lose All Time, le 20 mars 2007 au Canada. Lose All Time est publié chez Fierce Panda Records au Royaume-Uni, et PIAS en Allemagne, en Autriche, et en Suisse.

### Remik's CubeetXXXX(2008–2009)
Le 26 août 2008, You Say Party publie Remik's Cube, une version remixée de leur précédent album Lose All Time. Il est publié numériquement chez Paper Bag Digital, une empreinte de Paper Bag Records. Après une tournée sans relâche, les membres décident de se consacrer à leur vie personnelle. Ils aideront notamment les adultes handicapés, et feront du bénévolat pour les sans-abris dans les rues de Vancouver. À la fin 2008, ils se consacrent à l'album XXXX, avec le producteur Howard Redekopp (Tegan and Sara, The New Pornographers), qui sera enregistré entre janvier et août 2009.
XXXX est bien accueilli par la presse, et classé premier des radios universitaires canadiennes. Le premier single issu de XXXX, Laura Palmer's Prom, atteint la première place du classement The R3-30 de la CBC Radio 3 pendant la semaine du 28 novembre 2009 et le groupe jouera à l'émission Q sur CBC Radio One. Les quatre lettres X ainsi côte à côte, récurrentes dans les titres voire paroles de trois chansons de cet album, signifieraient love (amour), avec le pictogramme du cœur au milieu du « dessin » de la pochette du disque, selon la principale chanteuse. YSP!WSD! jouera deux concerts aux Jeux olympiques s d'hiver en 2010 à Vancouver, CB.

### Changement de nom etREMIXXXX(2010–2011)
Le 16 avril 2010, juste après leur tournée américaine et canadienne, le batteur Devon Clifford s'effondre sur scène pendant un concert au Rickshaw Theatre à Vancouver. Il meurt le 18 avril à la suite de complications supposément dues à une hémorragie cérébrale. Ils sont annoncés plus tard dans le mois pour jouer XXXX, à commencer par l'Allemagne en avril puis à terminer par Mallorque, en Espagne, en juin.
Le groupe décidera de s'appeler simplement You Say Party, sans le « We Say Die », « en respect à [Clifford] et à l'évolution de la vie. » Krista Loewen quittera le groupe, et Robert Andow et Bobby Siadat se joindront à un groupe de Vancouver, Gang Violence, au clavier et à la batterie, respectivement. Le 29 juillet, ils jouent au Jubilee Park dans leur ville natale d'Abbotsford, leur premier concert depuis la mort de Clifford. Siadat décide de partir, et est remplacé par Al Boyle du groupe Hard Feelings.
En juillet 2010, le groupe révèle la liste des titres d'un nouvel album remix, intitulé REMIXXXX, publié le 21 septembre 2010. Puis ils annoncent une série de concerts britanniques et irlandais à la fin 2010. En septembre 2010, XXXX remporte un Western Canadian Music Award dans la catégorie de meilleur album rock de l'année. L'album est aussi inclus dans la longue liste du Polaris Prize Le 25 octobre 2010, YSP sort un split 7-inch avec The Duloks au label Club.The.Mammoth Records.

### Pause et retour (depuis 2011)
Le 14 avril 2011, YSP annonce l'arrêt immédiat de ses activités. En juillet 2012, le groupe annonce son retour avec Loewenpour la première fois depuis 2010. Leur premier concert s'effectue pour le dixième anniversaire de Paper Bag Records le 29 septembre 2012. Le groupe décide de ne pas remplacer Clifford mais d'utiliser une boite à rythmes pour les percussions. En janvier 2013, le groupe publie un nouveau single en hommage à Clifford, Friend.
En avril 2014, le groupe célèbre son dixième anniversaire avec la sortie de l'EP Decennium. Le groupe publie son album éponyme le 12 février 2016.

## Membres

### Membres actuels
- Becky Ninkovic – chant
- Derek Adam – guitare
- Stephen O'Shea – basse
- Krista Loewen - claviers

### Anciens membres
- Devon Clifford – batterie (décédé)
- Bruce Dyck – batterie
- Jason Nicholas – guitare
- Carissa Ropponen – claviers
- Robert Andow – claviers
- Al Boyle – batterie

## Discographie

### Albums studio
- 2005 : Hit the Floor! (Sound Document)
- 2007 : Lose All Time (Paper Bag Records)
- 2008 : Remik's Cube (Paper Bag Records)
- 2009 : XXXX (Paper Bag Records)
- 2016 : You Say Party (Paper Bag Digital)

### EP
- 2004 : Danskwad

### Singles
- 2006 : The Gap - Cheesedream Records
- 2006 : You Did It! - Sink and Stove Records
- 2007 : Monster - Fierce Panda Records
- 2007 : Like I Give a Care - Fierce Panda Records
- 2010 : Laura Palmer's Prom (Paper Bag Digital)
- 2010 : Dark Days (Paper Bag Digital)
- 2010 : There Is XXXX (Within My Heart) (Paper Bag Digital)
- 2011 : Lonely's Lunch (Paper Bag Digital)
- 2011 : Laura Palmer's Prom (Paper Bag Digital)
- 2013 : Friend (auto-produit)
- 2013 : The Misunderstanding (Paper Bag Digital)
- 2016 : Ignorance (Paper Bag Digital)